# 短刺魮
短刺魮（学名：Labeobarbus brevispinis）为輻鰭魚綱鯉形目鲤科的其中一種，分布於非洲Lokundje與沙那加河流域，體長可達23公分，棲息在中底層水域，可做為食用魚。